# 湖東地区行政一部事務組合
湖東地区行政一部事務組合（ことうちくぎょうせいいちぶじむくみあい）は、秋田県潟上市、南秋田郡井川町、八郎潟町の1市2町で構成する一部事務組合。

## 事務内容
【出典】
※ 潟上市については、旧天王町の区域に関する業務を除く
1. 消防及び救急業務に関する事務（非常備消防に関する事務を除く）
2. 火葬場の設置及び管理並びに運営に関する事務
3. 介護情報センターの設置及び管理並びに運営に関する事務

## 施設
湖東地区斎場
- 郵便番号 : 〒018-1503
- 所在地 : 秋田県潟上市飯田川和田妹川舘山106

介護情報センター
- 郵便番号 : 〒018-1516
- 所在地 : 秋田県南秋田郡井川町浜井川字喜兵衛堰10-1

## 消防事務
湖東地区消防本部（ことうちくしょうぼうほんぶ）は、秋田県潟上市（天王地区を除く）、南秋田郡井川町、八郎潟町を管轄する消防部局（消防本部）。

### 組織
【出典】
- 消防長（消防司令長）
  - 消防次長（消防司令）
    - 総務課
    - 予防課
    - 警防課
    - 救急課

  - 湖東地区消防署
    - 庶務課
    - 予防課
    - 警防課
    - 救急課
    - 八郎潟分署
      - 予防係
      - 警防係
      - 救急係

    - 昭和分署
      - 予防係
      - 警防係
      - 救急係

### 沿革
【出典】
- 1971年（昭和46年）
  - 4月1日 - 湖東地区消防一部事務組合及び消防本部が発足する。
  - 10月21日 - 救急業務を開始する。
- 1992年（平成4年）
  - 3月31日 - 湖東地区消防一部事務組合が解散する。
  - 4月1日 - 湖東地区行政一部事務組合が発足する。
- 2026年（令和8年）
  - 4月1日予定 男鹿地区消防一部事務組合と統合し、男鹿潟上消防本部となる。

### 消防署等
消防署
| 消防署         | 郵便番号   | 所在地                                   | 分署         |
| -------------- | ---------- | ---------------------------------------- | ------------ |
| 湖東地区消防署 | 〒018-1516 | 秋田県南秋田郡井川町浜井川字喜兵衛堰10-1 | 八郎潟、昭和 |

分署
| 分署       | 郵便番号   |                                      |
| ---------- | ---------- | ------------------------------------ |
| 八郎潟分署 | 〒018-1614 | 秋田県南秋田郡八郎潟町字中田98-9     |
| 昭和分署   | 〒018-1401 | 秋田県潟上市昭和大久保字イカリ沖69-3 |

### 備考
天王地区の消防事務は男鹿地区消防一部事務組合に委託している。

## 管内の現況
- 管内の人口 - 21,820人
  - 潟上市（天王地区を除く）- 11,167人
  - 井川町 - 4,761人
  - 八郎潟町 - 5,892人

2018年（平成30年）12月31日現在
- 管内の世帯数 - 8,807世帯
  - 潟上市（天王地区を除く）- 4,578世帯
  - 井川町 - 1,752世帯
  - 八郎潟町 - 2,477世帯

2018年（平成30年）12月31日現在
- 管内の面積 - 121.40 km2
  - 潟上市（天王地区を除く）- 56.45 km2
  - 井川町 - 47.95 km2
  - 八郎潟町 - 17.00 km2

2018年（平成30年）12月31日現在